# Kojatice (powiat Preszów)
Kojatice (węg. Kajáta) – wieś (obec) na Słowacji położona w kraju preszowskim, w powiecie Preszów. Pierwsza pisemna wzmianka o miejscowości pochodzi z roku 1248.